# Synewyr (jezioro)
Synewyr, Синевир – największe jezioro Ukraińskich Karpat, położone na Zakarpaciu, na wysokości 989 m n.p.m.
Jezioro ma pochodzenie osuwiskowe, zasilane jest przez 3 strumienie
Znajduje się na terenie Parku Narodowego „Synewyr”, na terenie rejonu miżhirskiego obwodu zakarpackiego. Powierzchnia jeziora wynosi 4-5 ha, średnia głębokość waha się w zależności od pory roku, i wynosi 8–10 m, a maksymalna – do 22 m.